# Zhao Jingshen
Zhao Jingshen (en xinès tradicional: 趙景深; en xinès simplificat: 赵景深; en pinyin: Zhào Jǐngshēn) (Lishui (麗水), Zhejiang, 25 d'abril de 1902 - 7 de gener de 1985) fou un popular novel·lista xinès i membre de l'Associació de Recerca Literària (文学研究会, wenxue yanjiuhui). També feu importants aportacions en el camp de la traducció xinesa, l'edició i l'òpera popular, gaudint d'un gran èxit. Alhora, Zhao destacà per finançar alguns escriptors importants.

## Vida
Entre 1930 i 1951 treballà com a redactor a la Beixin Book Company, llibreria privada de Pequín molt popular en l'època que, quan Zhao en formà part, ja havien traslladat la seva seu a Xangai. El 1949 començà la seva tasca com a professor universitari on va ensenyar al departament xinès de la Universitat Fudan. Al sí d'aquesta institució fou el fundador de l'Òpera Kunqu de la Universitat de Fudan. Més endavant, a partir de 1950 endavant, ell i Yu Pingbo (俞平伯) van ser coneguts col·lectivament com a Southern Zhao Beiyu de l'òpera Kunqu.

## Obra
Amb tan sols disset anys traduí un llibre de contes d'en Hans Christian Andersen. El 1928 publicà Breu Història de la Literatura Xinesa (中国文学小史) que, segons Wen Yiduo (聞一多), arribà a ser lectura obligatòria per a l'examen d'entrada de la universitat de Tsinghua a Pequín. A més, també fou l'autor d'altres estudis literaris com ara Nova història de la literatura xinesa (中国文学史新编) i Principis de la novel·la (小说原理).
En referència al camp de l'òpera, també realitzà diversos estudis. Zhao és autor de Estudi sobre l'òpera del sud durant les dinasties Yuan i Ming (元明、南戏考略), Òpera tradicional xinesa (戏曲笔谈), Estudi sobre la teoria de l'òpera Qu (曲论初探), entre d'altres.